# イズミット地震 (1719年)
1719年のイズミット地震は、1719年5月25日にトルコ北西部のイズミットで発生した地震である。イズミットをはじめイスタンブール、アダパザル等で計6000人の死者を出すなど、甚大な被害をもたらした。震源はイズミット断層であり、17世紀以降1719年、1754年、1894年、1999年の4回の地震記録が得られており、約100年の周期で地震が発生すると考えられている。